# ロペス岬

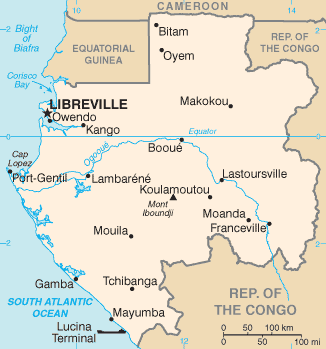
ガボンの地図。ロペス岬も記載されている。

ロペス岬（ロペスみさき）Cape Lopez は、アフリカ中部のガボンにある岬。ガボンの最西端にあたり、ギニア湾と南大西洋の境界ともなっている。ロペス岬はオゴウェ川の二つの河口の間にある低く木に覆われた島の北の端である。岬の南東側には貯油施設があり、岬から南東に約10kmの場所にはポールジャンティの海港がある。1897年以降岬には灯台が存在しており現在のものは1911年に建設されたが、長年にわたって機能しておらず浸食によって崩壊の虞が出ている。岬の名称は1474年ごろに岬に到達したポルトガルの探検家ロポ・ゴンサルベスに由来する。